# Stylogaster alvarengai
Stylogaster alvarengai är en tvåvingeart som beskrevs av Guilherme A.M.Lopes 1972. Stylogaster alvarengai ingår i släktet Stylogaster och familjen stekelflugor. Inga underarter finns listade i Catalogue of Life.